# Alexandr Besputin
Alexandr Alexándrovich Besputin –en ruso, Александр Александрович Беспутин– (Kámensk-Uralsky, 26 de abril de 1991) es un deportista ruso que compitió en boxeo.
En los Juegos Europeos de Bakú 2015 obtuvo una medalla de plata en el peso wélter. Ganó una medalla de oro en el Campeonato Europeo de Boxeo Aficionado de 2013, en el mismo peso.

## Palmarés internacional
| Juegos Europeos    | Juegos Europeos     | Juegos Europeos  | Juegos Europeos |
| Año                | Lugar               | Medalla          | Categoría       |
| ------------------ | ------------------- | ---------------- | --------------- |
| 2015               | Bakú (Azerbaiyán)   | Medalla de plata | 69 kg           |
| Campeonato Europeo |                     |                  |                 |
| Año                | Lugar               | Medalla          | Categoría       |
| 2013               | Minsk (Bielorrusia) | Medalla de oro   | 69 kg           |